# Christine Aurel
 (janvier 2024).
Si vous disposez d'ouvrages ou d'articles de référence ou si vous connaissez des sites web de qualité traitant du thème abordé ici, merci de compléter l'article en donnant les références utiles à sa vérifiabilité et en les liant à la section « Notes et références ».
Christine Aurel, née le 24 juillet 1943 à  Ligny-le-Ribault (Loiret) est une actrice française.

## Biographie
Jeune vedette dans les années 1960, elle a été remarquée dans plusieurs films, comme Mon oncle Benjamin, avec Jacques Brel, ou Les Patates, avec Pierre Perret.
Dès sa petite enfance en Sologne où elle est née, elle embauche ses sœurs et crée des petits spectacles qui réjouissent famille, et villageois.
À Paris sa mère l'inscrit à des conservatoires de quartiers, elle y fera ses premières armes de danseuse et comédienne.
À 14 ans, après le concours d'entrée au fameux Cours Simon, le « patron » la veut.
Elle est la plus jeune avec Roland Blanche à la section de Béatrice Lord qui ne cessera de l'encourager.
Ses amis et camarades sont C. Cellier, P. Spivakoff, M. Villalonga, J. Herbert qui deviendra Popek.
Devant un jury composé des grandes personnalités de l'époque, elle obtient le prix Michèle Morgan (Comédie) dans Gigi. Un conte de fée à l'aube de ses 18 ans qui la comble et la terrifie.
Ses parents signent avec René Dupuy son premier contrat au théâtre Gramont Un certain monsieur Blot qu'elle jouera pendant 18 mois au côté de Michel Serrault, Jean Yanne et bien d'autres qui feront leur chemin comme Daniel Prévost.
Elle enchaînera avec différentes pièces, ses rôles préférés sont La P. Respectueuse sous la direction du talentueux Michel Vitold, Rosine du Barbier de Séville, les rôles qu'elle eut bonheur à jouer au sein de la compagnie Jacques Fabbri : Catherine dans La Grande Oreille, Amélia dans L'Aquarium, quelques vaudevilles comme Feu Toupinel, Les Surprises d'une nuit de noces, etc.
À la télévision, elle tourne dramatiques et séries sous la direction de : P. Badel, Y. A. Hubert, F. Chalais, A. Leroux, Iglésis, F. Hebrard, G. Farrel, L. Heynneman, J.-P. Alessandri, V. Monnet, Ch. Bränström, P. Goutas, J.-P. Dessagnat, C. Dagues, G. Regnier, C. Aubry, H. Toulout, etc. 
Au cinéma, elle donnera la réplique à quelques monstres sacrées comme Bourvil, Pierre Perret ou J. Brel qui voulait lui écrire une chanson.
En 1970, elle enregistre un 45 tours dont le titre Sex Is Business sera classé 1er sur France Inter, elle participera alors à quelques émissions de variétés au côté de Zanini, Antoine ou Roger Hanin qui chantait Je dors sous les bambous.
Les réalisateurs s'en donneront à cœur joie avec ce titre, ainsi l'enfant terrible de la TV, J.-C. Averty, la fera chanter et danser sortant d'une braguette de jean, cela choquera moins que ses bébés passés à la moulinette.  
Elle fait de nombreuses synchro, dessins animés, séries et 35 mm, elle prête sa voix à quelques vedettes comme Stéfiana Sandrelli, Jane Birkin, etc.
Actuellement, elle double la septième saison de Curb Your Enthusiam, en français : Larry et son nombril la fameuse série de Larry David, elle y joue Cherryl David.

## Filmographie

### Cinéma
- 1963 : Bébert et l'Omnibus, d'Yves Robert : Une fille dans le train
- 1965 : Les deux orphelines, de Riccardo Freda : Françoise Morand
- 1966 : Les Compagnons de la marguerite, de Jean-Pierre Mocky : L'employée du journal
- 1966 : Trois enfants dans le désordre, de Léo Joannon : Bébé
- 1967 : Trafic de filles, de Jean Maley : Lydia
- 1967 : Stances à Véronique, de Michel Lang (Court-métrage) : Véronique
- 1968 : Salut Berthe !, de Guy Lefranc : La soubrette de l'hôtel
- 1968 : Béru et ces dames, de Guy Lefranc
- 1969 : L'amour oui ! mais... (Love Life in Luxembourg), de Philippe Schneider et Franck Apprédéris : Nicole
- 1969 : Mon oncle Benjamin, d'Édouard Molinaro : Madame Chapelle
- 1969 : Les Patates, de Claude Autant-Lara : La voyageuse
- 1970 : Peau d'Âne, de Jacques Demy : Une jeune fille dans la grange
- 1971 : Caméléons, de René Couderc : Irène
- 1974 : Par ici la monnaie, de Richard Balducci : Rita
- 1974 : La Bonzesse, de François Jouffa : Martine
- 1977 : Train spécial pour Hitler, d'Alain Payet : Helga
- 1977 : Les Zizis en folie, de Jean-Claude Roy : Bérénice de Touffenlair
- 1980 : Tous vedettes, de Michel Lang : L'assistante de Jean-Paul
- 1981 : Comment draguer toutes les filles, de Michel Vocoret
- 1994 : Elisa, de Jean Becker
- 2011 : Celles qui aimaient Richard Wagner de Jean-Louis Guillermou : La comtesse

### Télévision
- 1964 : La Belle Arabelle (Téléfilm) : Marie-France
- 1964 : L'Été en hiver (Téléfilm) : Marie
- 1964 : L'École des cocottes (Téléfilm) : La 1re cocotte
- 1966 : Comment ne pas épouser un milliardaire (Série TV) : Cécile
- 1966 : La tour Eiffel qui tue (Téléfilm) : La brune
- 1966 : Poly et le diamant noir (Série TV) : Marina
- 1970 : Nanou (Série TV)
- 1980 : La Vie des autres (Série TV) : Kitty
- 1982 : La Nuit de Matignon (Téléfilm)
- 1983 : Médecins de nuit (Série TV), épisode  La dernière nuit d'Emmanuel Fonlladosa : Mme Ballu
- 1983 : Pauvre Eros (Téléfilm)
- 1986-1988 : Denis la Malice (Série TV) : Alice Mitchell (Voix)
- 1990 : Tribunal (Série TV) : Marielle de Chancy
- 1996 : Cœur de cible (Téléfilm) : Une femme PJ
- 1996 : Le bourgeois se rebiffe (Téléfilm) : La cliente de la pâtisserie
- 2007 : Le Fantôme de mon ex (Téléfilm) : La patronne du pressing
- 2007 : Suspectes (Série TV) : La mère de Claude
- 2007 : Les Bleus (Série TV) : Épouse Ronsart

## Théâtre
- 1962 : Un certain Monsieur Blot, de Robert Rocca d'après Pierre Daninos, mise en scène René Dupuy, Théâtre Gramont
- 1962 : Cherchez le corps, Mister Blake, de Frank Launder et Sidney Gilliat, mise en scène Georges Vitaly, Théâtre La Bruyère
- 1963 : Les Fourberies de Scapin, mise en scène Dominique Paturel, Festival de Saintes
- 1964 : L'Aquarium, d'Aldo Nicolaï, mise en scène Jacques Fabbri, Théâtre de Paris, Théâtre des Célestins
- 1965 : La Grande Oreille, de Pierre-Aristide Bréal, mise en scène Jacques Fabbri, Théâtre de Paris
- 1966 : L'Assemblée des Femmes de Robert Merle, mise en scène Gabriel Garran, Théâtre de Villejuif
- 1967 : Dorons la pilule, de P.J. Vaillard & A.M. Carrière, Théâtre des Deux Ânes
- 1967 : La Grande Vasouille, de P.-J. Vaillard & AM. Carrière, Théâtre des Deux Ânes
- 1968 : Ces femmes femmes au cœur d'artichaut, avec I. Tunc et B. Lafont, Théâtre du Bilboquet
- 1968 : Ma déchirure, Jean-Pierre Chabrol, mise en scène Gabriel Garran, Théâtre de la Commune
- 1968 : Le Barbier de Séville, Festival & tournées
- 1969 : Copains clopant de Michel Delpech, mise en scène Francis Joffo, Théâtre du Boulevard
- 1969 : Les Surprises d'une nuit de noces, Théâtre des Galeries à Bruxelles
- 1970 : Cherchez le corps, Mister Blake de Frank Launder, Sidney Gilliat, mise en scène Georges Vitaly, réalisation Pierre Sabbagh, Théâtre Marigny
- 1971 : La P... respectueuse, de Jean-Paul Sartre, mise en scène Michel Vitold, Tournées internationales
- 1972 : Plus on est de fous plus on rit, mise en scène Armand Isnard, Théâtre Tristan Bernard
- 1973 : Le Troisième Témoin, de Dominique Nohain, Théâtre Tristan Bernard & tournées
- 1974 : Le Français né malin, de Dominique Nohain, Théâtre Tête d'Or
- 1978 : Un délire très mince, Théâtre du Sentier
- 1978 : Le Bon Numéro, d'Eduardo De Filippo, mise en scène Jacques Fabbri, réalisation Pierre Sabbagh, Théâtre Marigny
- 1980 : Feu Toupinel, d'Alexandre Bisson, mise en scène Jacques Fabbri, réalisation Pierre Sabbagh, Théâtre Marigny
- 1980 : Feu Toupinel, mise en scène Jacques Fabbri, Marigny au Théâtre ce soir
- 1981 : Et jusqu'à Béthanie, de Jean Giraudoux, mise en scène L. Berthommé, Festival de Bellac
- 1983 : La Noce, mise en scène L. Berthommé, Théâtre du Lucernaire & Festival d'Avignon
- 1984 : Apollinaire mise en scène L. Berthommé, Festival d'Avignon
- 1985 : Le Théâtre de Brel, Café-théâtre du Bec Fin
- 1986 : Le Théâtre de Brel, Espace Cardin
- 1996 : Pauvre France, avec Jean Lefebvre, Espace Cardin
- 1998 : Pauvre France, avec Jean Lefebvre, Espace Cardin
- 2002 : Exercices de démocratie, mise en scène Adel Hakim, Théâtre de la Tempête
- 2003 : Et comme ça tu peux, avec Claude Rollet, Maison des auteurs et tournées

## Doublage
- 2000-2011 : Larry et son nombril : Cheryl David (Cheryl Hines) (saisons 1 à 8)